# Lexus LFA
Lexus LFA — перший двомісний суперкар від автомобільного виробника Lexus. Є другим спортивним автомобілем Lexus в модельному ряді «F» після IS F.
До появи серійної версії LFA, було показано три прототипи, кожен із яких дебютував на Північноамериканському міжнародному автосалоні з маркуванням LF-A, що є позначенням приналежності цієї серії до LF концепції. Розвиток створення автомобіля розпочався у 2000 році під кодовою назвою P280. Перший прототип LF-A серії показали у 2005 році, другий у 2007 році. Він був близьким до серійного інтер'єром та екстер'єром. Третя версія LF-A Roadster, була представлена у 2008 році. Серійна версія під назвою LFA, була показана на Токійському автосалоні у жовтні 2009 року.
Акіо Тойода, генеральний директор материнської компанії Toyota Motor Corporation (TMC), побачив у LFA можливість створення глобальним символом для бренду Lexus, втілюючи ідею про те, що Lexus повинен з'єднатися зі своїм власником.
У виробництві Lexus LFA, задіяний спеціально розроблений двигун V10 та високоміцний кузов з використанням армованого вуглецевого волокна — вуглепластику. Кузов LFA, на 65 відсотків складається з вуглепластику. У виробництво, LFA був запущений наприкінці 2010 року, за базовою ціною в США 375,000 $. 2012 року дебютувала спеціальна, допрацьована версія LFA за базовою ціною 445,000 $, що робить його одним з найдорожчих Японських дорожніх автомобілів, які були коли-небудь побудованих. Виробництво моделі було завершено у 2012 році і було побудовано 500 одиниць автомобіля, останньою версією був LFA Nürburgring Package.

## Історія моделі

### 2000—2004
У лютому 2000 року LF-A почав розробку проєкту спортивного автомобіля під кодовою назвою P280, який мав на меті демонструвати високотехнологічний рівень Toyota Motor Corporation та її марки Lexus. Перший прототип був завершений протягом червня 2003 року. Прототипи LF-A були помічені з жовтня 2004 року, де вони регулярно проходили тестування в Нюрбургрингу, відомій автотрасі у Нюрбургу в Німеччині. Численні тестові автомобілі були оснащені автоматичними висувними задніми крилами та вуглецевими керамічними гальмівними дисками.

### 2005—2006

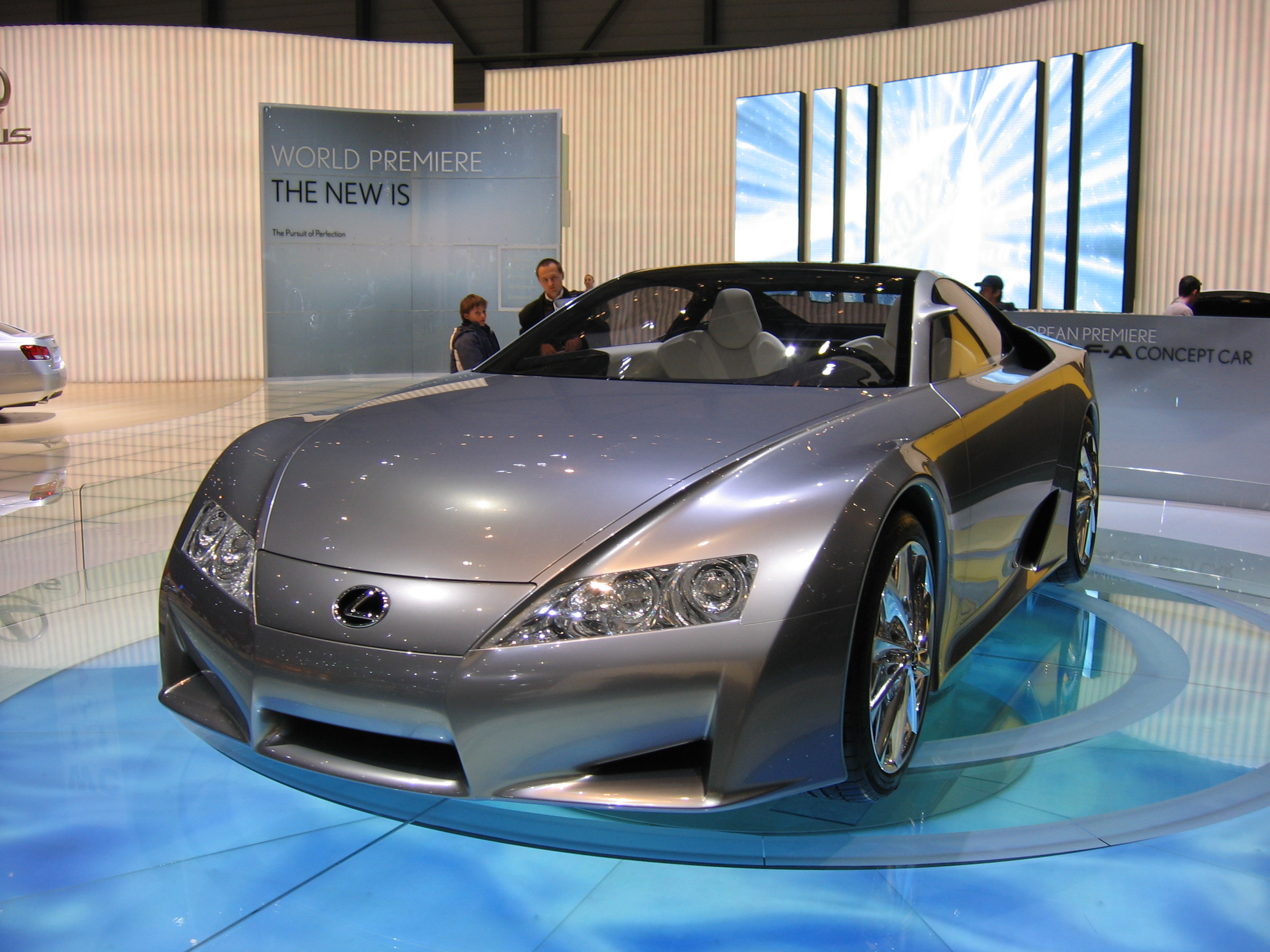
перший концепт Lexus LF-A (2005)

У січні 2005 року відбулася прем'єра першого концепту LF-A на Північноамериканському міжнародному автосалоні в Детройті, штат Мічиган, яка не передбачала планування виробництва, а була призначена для опрацювання дизайну.

### 2007—2008

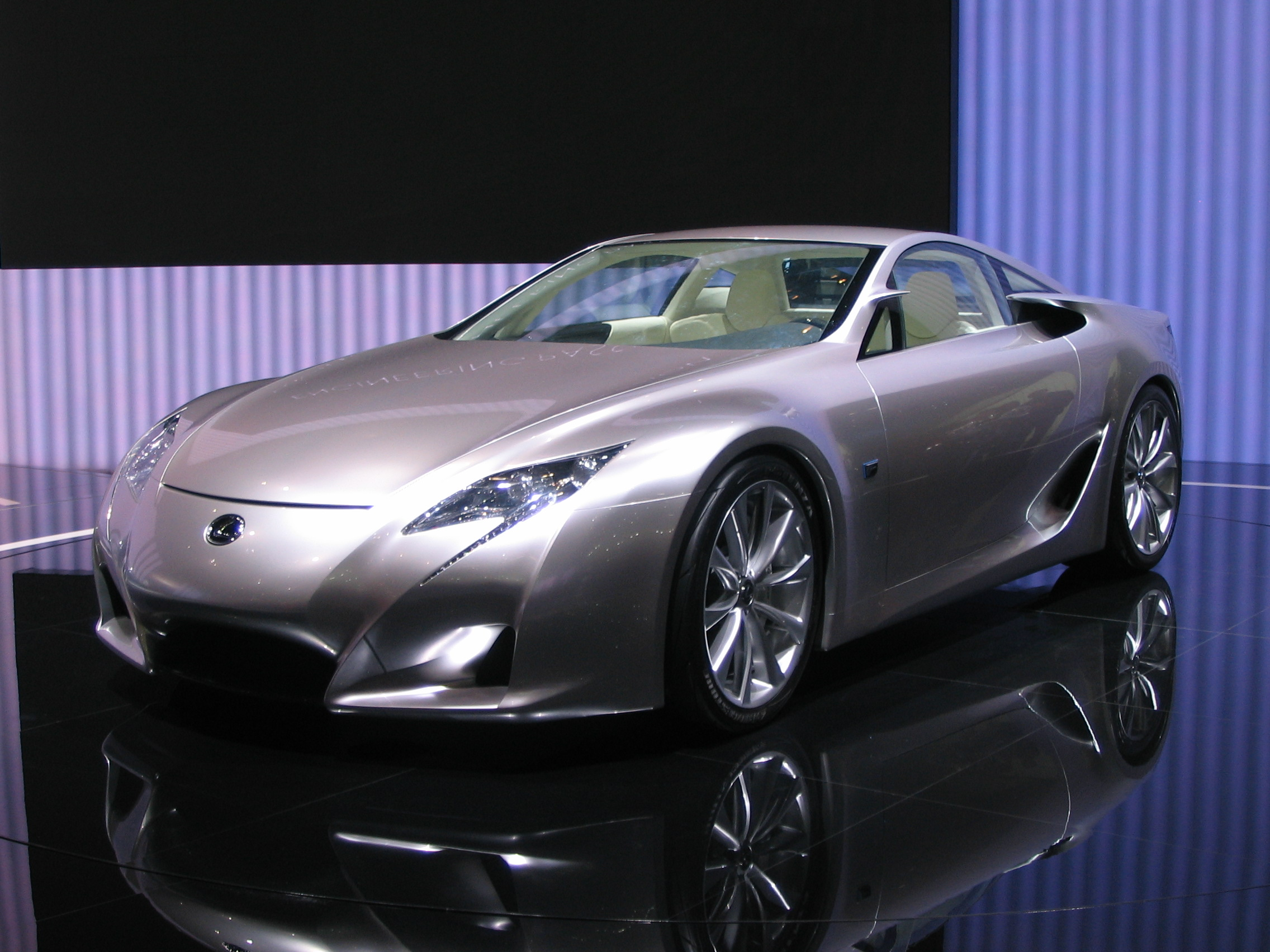
другий концепт Lexus LF-A (2007)

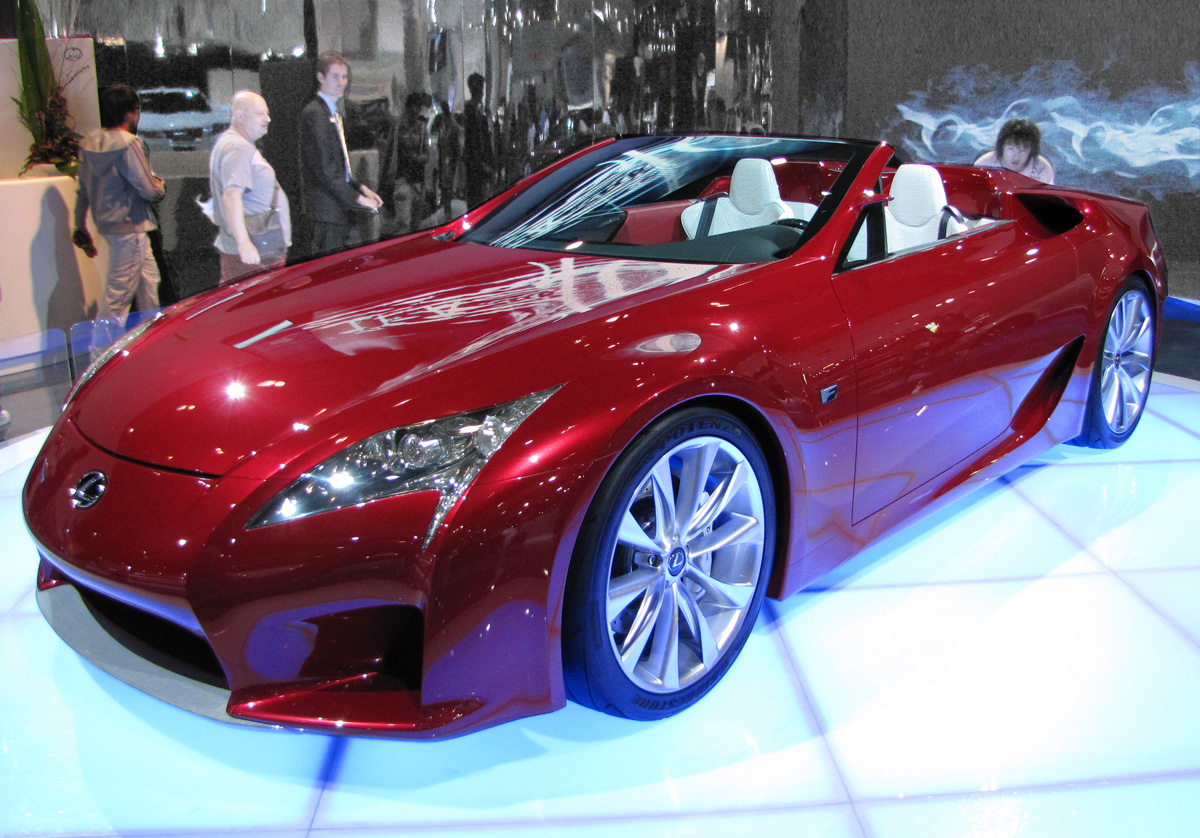
родстер Lexus LF-A (2008)

У січні 2007 року відбулася прем'єра першого рестайлінгового концепт-кару LF-A разом із першим серійним автомобілем марки F, спортивним седаном IS F. Другий концепт LF-A мав аеродинамічніший зовнішній вигляд, нестандартний інтер'єр та емблему марки F.
У січні 2008 року на Північноамериканському міжнародному автосалоні Lexus представив варіант концепт-кара LF-A у кузові родстер, названий LF-A Roadster або LF-AR.

### 2009

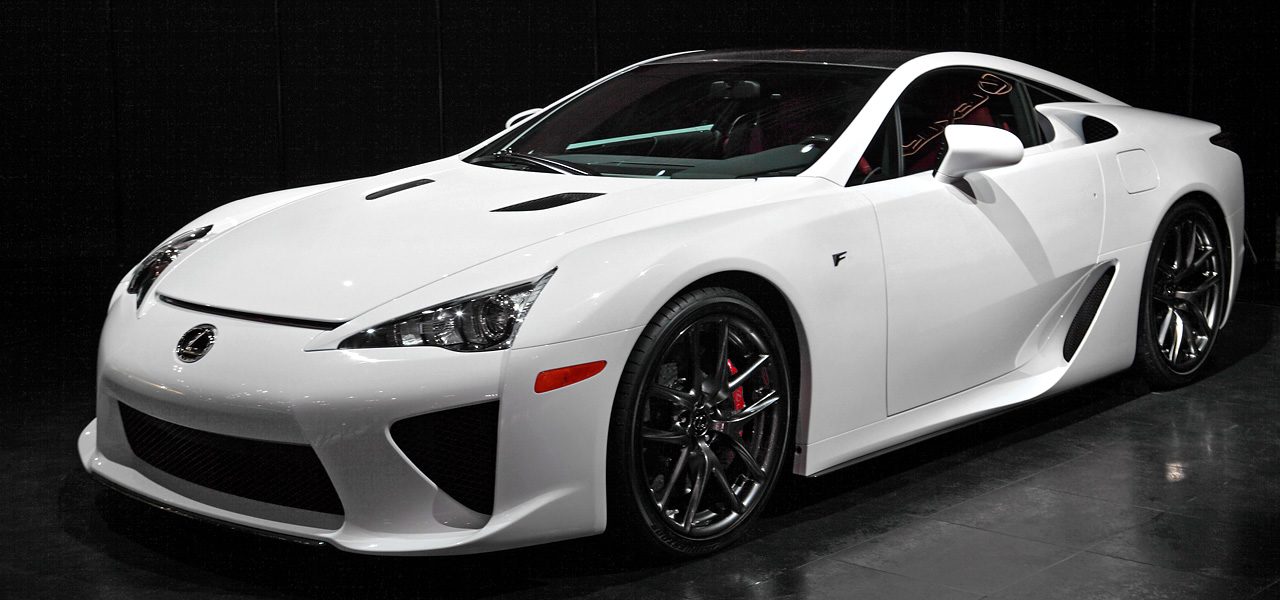
серійна модель Lexus LFA

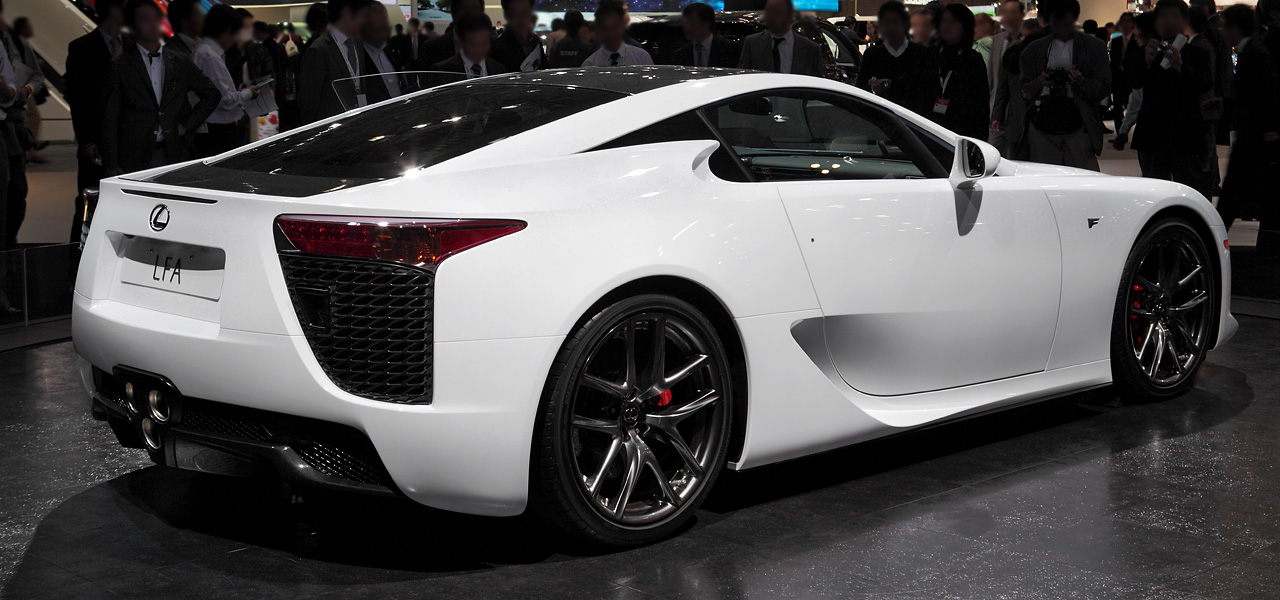
серійна модель Lexus LFA

21 жовтня 2009 року серійну версію Lexus LFA було представлено в перший день для преси 41-го Токійського автосалону, що проводиться раз на два роки.
Анонс виробництва моделі LFA відзначив 20-річчя від запуску марки Lexus.

## Технічні дані

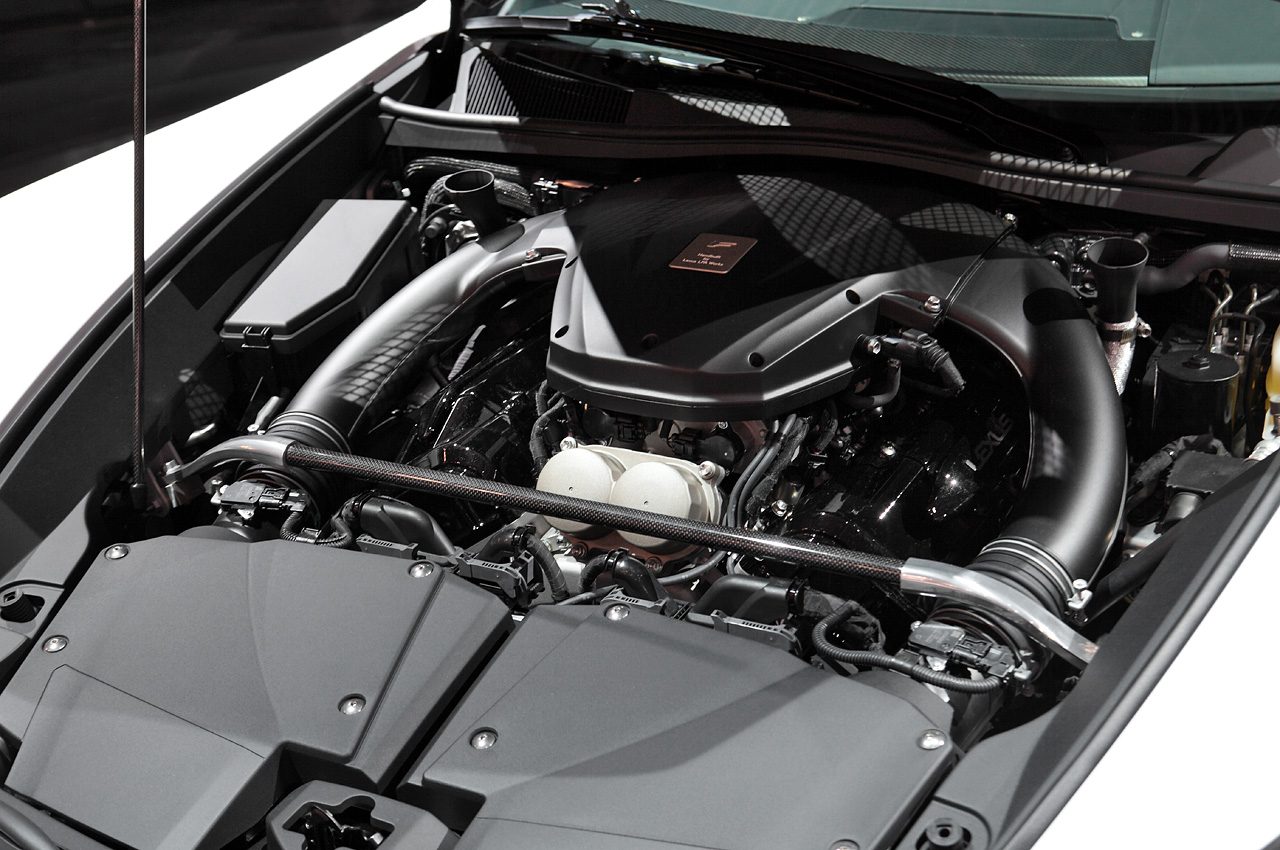
двигун Lexus LFA

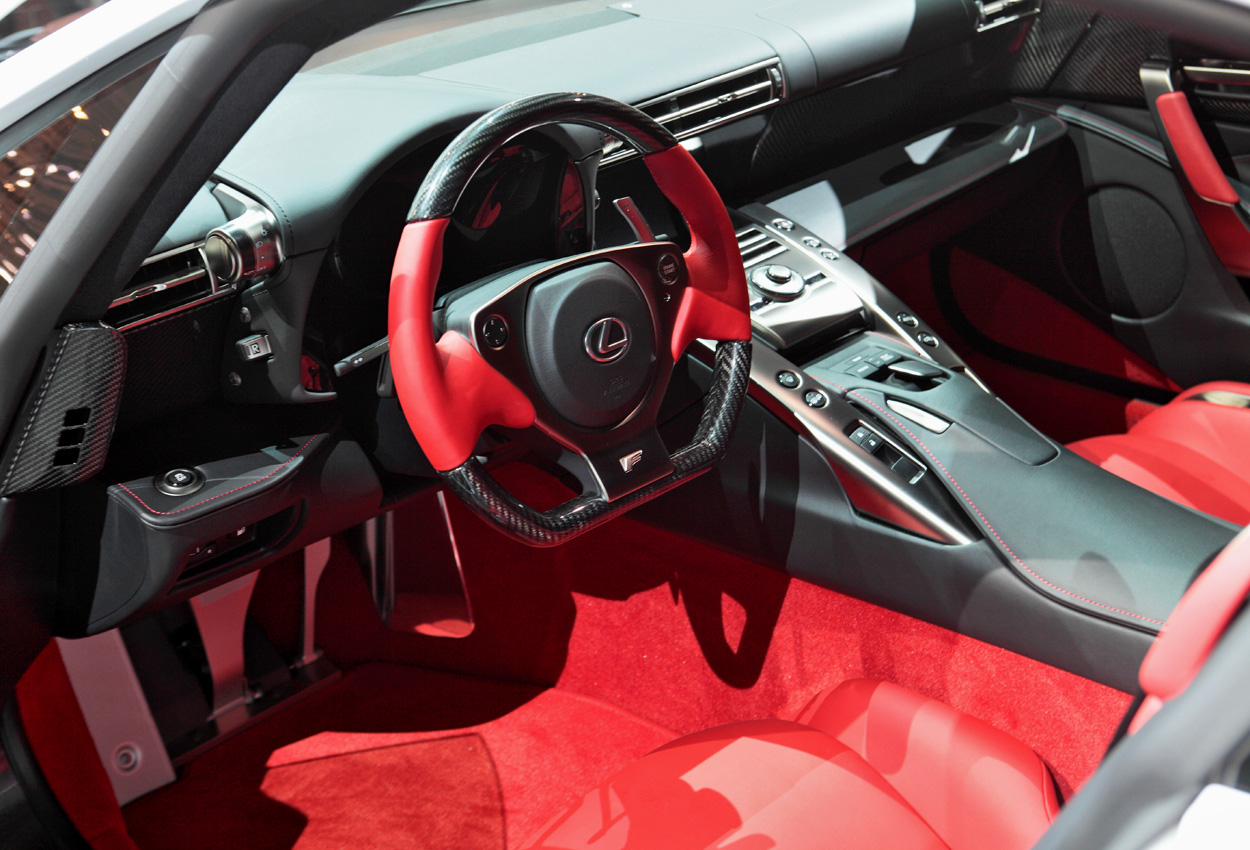
вигляд салону Lexus LFA

Попередні специфікації для Lexus LFA є такі:
| Тип двигуна    | 1LR-GUE V10                                       | 0—60 миль/год         | 3,5 с                            |
| Клапани        | DOHC 4-клапани/циліндр                            | 0—100 км/год          | 3,7, 3,6 с (Nürburgring Package) |
| Об'єм двигуна  | 4805 см3                                          | 0—100 миль/год        | нема даних                       |
| Потужність     | 560/571 (Nürburgring Package) к.с. при 8700 об/хв | Час проходження 400 м | 11,8 с                           |
| Крутний момент | 480 Нм при 6800 об/хв                             | Вага                  | 1480 кг                          |
| Оберти двигуна | 9000 об/хв                                        | Максимальна швидкість | 325 км/год                       |